# Đuro Prejac
Gjuro Prejac (Desinić, 25. studenog 1870. – Zagreb, 19. siječnja 1936.) bio je hrvatski skladatelj, glumac i redatelj.

## Životopis
Rođen je 25. studenog 1870. u Desiniću (Hrvatsko zagorje). Glazbom je bio okružen od najranijega djetinjstva jer mu je otac Gjuro, učitelj u osnovnoj školi, svirao orgulje u mjesnoj župnoj crkvi. 
Desinić napušta već nakon osnovne škole kako bi pohađao gimnaziju u Varaždinu odakle će pak stići u Zagreb kako bi izučio grafičarski zanat. Upoznavši se sa zagrebačkom kazališnom scenom, sve je više postajao dijelom kazališna svijeta: pomaže na različitim, uglavnom fizičkim poslovima iza kulisa, privatno uči glumu i priprema se za svoju prvu ulogu. 
Ni odlazak na služenje vojnoga roka u Sarajevo ne prekida njegov kazališni rad, već kroz te tri sarajevske godine glazbeno i redateljski djeluje vodeći kazališnu družinu i pjevački zbor.
Po povratku iz Sarajeva počinje intenzivnije raditi na svojoj glumačko-glazbenoj naobrazbi, pa upisuje Hrvatsku dramatsku školu koju je 1896. godine utemeljio Stjepan Miletić (iz koje je proistekla današnja  Akademija dramske umjetnosti), dok kod  Ivana Zajca privatno uči solo pjevanje. 
Tijekom bogate karijere bio je imenovan intendantom  Hrvatskoga narodnog kazališta u Osijeku, djelovao je kao redatelj i glumac  Hrvatskoga narodnog kazališta u Zagrebu, a bio je i nastavnik u školi  Hrvatskoga glazbenog zavoda.
Autor je komedija Zajutrak, Tko je mrtav i Znatiželjni tast, skladao je operete Vječni ženik, Apaš kavalir i Mis Eva a među najpoznatijim su mu popijevkama Vu plavem trnaci i Peharček moj za koje je napisao glazbu i tekst.
Od publike se oprostio 1935. godine, gotovo deset godina nakon formalna umirovljenja, i tom je prilikom premijerno izvedeno njegovo djelo Vječni ženik u režiji  Tita Strozzija i pod ravnanjem dirigenta  Lovre pl. Matačića. Preminuo je iduće godine u dobi od 65 godina.